# Damaskinos Mansour
Damaskinos (nascido: Samih Youssef Mansour, 25 de fevereiro de 1949, Damasco, Síria) é um bispo ortodoxo brasileiro de origem síria, intitulado o terceiro metropolita da Arquidiocese Ortodoxa Antioquina de São Paulo e de Todo o Brasil sob a jurisdição da Igreja Ortodoxa Antioquina.

## Biografia
Nascido em Damasco, na Síria, mudou-se ainda criança para o Líbano, onde foi aluno do posteriormente Patriarca Inácio IV de Antioquia e estudou literatura árabe em Beirute e teologia em Balamand. Foi ordenado diácono em 1974 por Elias IV de Antioquia, no dia de sua formatura, tornando-se presbítero no ano seguinte. Posteriormente, estudou música, liturgia, biblioteconomia e arte bizantina e fez seu mestrado em teologia em Tessalônica. Em 1987, foi vigário arquiepiscopal na Síria para a Arquidiocese de Acar. Em 1992, foi eleito bispo de Edessa, título representante do episcopado auxiliar para a Arquidiocese de São Paulo e de Todo o Brasil durante o episcopado de Dom Ignátios Ferzli. Após o falecimento deste, assumiu seu posto em 1997. Sua sede episcopal está na Catedral Metropolitana Ortodoxa.
Dom Damaskinos é conhecido pelo seu diálogo ecumênico, em especial com a Arquidiocese de São Paulo, católica romana, e pelo acolhimento da comunidade sírio-libanesa. Fala fluentemente árabe, português, inglês e grego.
Em 15 de dezembro de 2017, por decreto do governador Geraldo Alckmin, o hierarca foi agraciado com a grã-cruz da Ordem do Ipiranga.